# C. J. Hunter
Pour les articles homonymes, voir Hunter.
Cottrell J. Hunter III (né le 14 décembre 1968 à Washington et mort le 29 novembre 2021) est un athlète américain lanceur de poids et entraîneur.

## Carrière
Hunter obtient son Bachelor of Arts en sciences politiques en 1991. Il commence alors à lancer le poids après avoir échoué à intégrer l'équipe de basket-ball du lycée Franklin D. Roosevelt Senior situé à Hyde Park.
Il entre ensuite à l'université de Pennsylvanie. Il en détient encore les records en salle et en plein air (19,62 m et 19,93 m respectivement).
En 1996, il finit septième des Jeux olympiques à Atlanta.
À Athènes en 1997, il finit troisième des Championnats du monde.
Aux Championnats du monde de Séville en 1999, il devient champion du monde du lancer du poids. L'année suivante, lors des Sélections olympiques américaines, il établit son record personnel en finissant deuxième des Trials avec 21,92 m.
Mais il est sans doute plus connu pour son implication dans le scandale Balco et par le fait qu'il a été un temps le mari de Marion Jones, elle aussi impliquée dans ce scandale. Hunter a rencontré Jones quand il était l'entraîneur d'athlétisme de l'université de Caroline du Sud. Il quitte alors ce poste pour se conformer aux règles de l'université qui interdit les relations entre entraîneurs et athlètes. Ils se sont mariés le 3 octobre 1998 avant de divorcer en 2002 à la suite de la mauvaise publicité de l'affaire Balco.
Après sa carrière d'athlète, il s'installe à Apex en Caroline du Nord avec ses deux enfants, Ahny et Cory, issus d'un précédent mariage. Il occupe ensuite le poste d'assistant entraîneur à la Cardinal Gibbons High School (en).

## Sources
- (en) Cet article est partiellement ou en totalité issu de l’article de Wikipédia en anglais intitulé « C.J. Hunter » (voir la liste des auteurs).